# Сжатие (лазерный комплекс)
1К17 «Сжатие» — советский, российский самоходный лазерный комплекс для противодействия оптико-электронным приборам противника. Серийно не производился.

## История создания
Разработкой лазерного комплекса нового поколения «Сжатие» занималось НПО «Астрофизика». Главным конструктором по направлению был Н. Д. Устинов. Разработкой шасси и установкой бортового специального комплекса занимался «Уралтрансмаш», под руководством Ю. В. Томашова.
В декабре 1990 года был собран опытный образец машины, в 1991 году 1К17 был отправлен на государственные испытания, которые окончились в 1992 году, после чего комплекс был рекомендован к принятию на вооружение. Однако, несмотря на положительные результаты испытаний, распад СССР, пересмотр государственного финансирования оборонных программ, высокая стоимость комплекса, а также возможно низкая скорострельность, заставили Министерство обороны РФ усомниться в необходимости подобных комплексов, поэтому в серийное производство машина отправлена не была.
В феврале 2017 года стало известно о подготовке для принятия на вооружение мобильного лазерного комплекса (МЛК) на основе разработок комплексов 1К11 «Стилет» и 1К17 «Сжатие».

## Описание конструкции
Комплекс 1К17 имел автоматический поиск и наведение на объекты, бликующие от излучения многоканального рубинового твердотельного лазера. Специально для 1К17 был выращен искусственный кристалл рубина массой 30 кг. Кристалл был выполнен в форме цилиндра. Торцы отполированы, покрыты серебром и выполняли роль зеркал для лазера. Вокруг рубинового стержня в форме спирали были обвиты ксеноновые импульсные газоразрядные лампы-вспышки для освещения кристалла. Согласно другому источнику, рабочим телом лазера мог быть не кристалл рубина, а алюмоиттриевый гранат с добавками неодима, позволяющий в импульсном режиме развивать большую мощность.
В многоканальном лазере каждый из 12 оптических каналов был оборудован индивидуальной системой наведения. В качестве противодействия подобным системам противник мог блокировать светофильтрами излучение определённой частоты, однако против одновременного поражения лучами разных длин волн описанный метод был бы бессилен. Две дополнительные линзы использовались для автоматической системы наведения. Аналогичная пара линз с другой стороны использовалась как оптические прицелы дневного и ночного диапазона. Последний дополнительно оснащался двумя лазерными дальномерами. В походном положении оптика систем наведения и излучатели закрывались бронированными щитами.

### Броневой корпус и башня
При создании комплекса 1К17 в качестве базы использовалась самоходная гаубица 2С19 «Мста-С». Башня машины по сравнению с 2С19 была значительно увеличена с целью размещения оптико-электронного оборудования. Кроме того, в задней части башни размещалась автономная вспомогательная силовая установка для питания мощных генераторов. В передней части башни вместо орудия был установлен оптический блок, состоявший из 15 объективов. На марше объективы закрывались броневыми крышками.
В средней части башни располагались рабочие места операторов.
На крыше была установлена башенка командира с зенитным 12,7-мм пулемётом НСВТ.

### Критика
Низкая скорострельность, зависимость эффективности работы от рельефа местности и наличия искусственных и естественных препятствий наподобие лесополос, скал, зданий, мостов, заграждений, сложность работы в условиях постановки дымовых завес, поднятой пыли, плохих погодных условий уязвимость на поле боя.

### Ходовая часть
Ходовая часть идентична базовому изделию — самоходной гаубице 2С19 «Мста-С».

## Сохранившиеся экземпляры
Единственный сохранившийся экземпляр находится в Военно-техническом музее в подмосковном селе Ивановское.